# Corydoras melini
Corydoras melini är en fiskart som beskrevs av Einar Lönnberg och Rendahl, 1930. Corydoras melini ingår i släktet Corydoras och familjen Callichthyidae. IUCN kategoriserar arten globalt som livskraftig. Inga underarter finns listade i Catalogue of Life.